# 계획적 구식화
계획적 구식화(計劃的舊式化, planned obsolescence) 또는 계획적 진부화(計劃的陳腐化), 혹은 내장형 진부화(Built-in Obsolescence), 조기 진부화(Premature Obsolescence) 등으로 불리는 해당 개념은 제품의 사용 수명을 인위적으로 제한하거나 의도적으로 취약하게 설계하여, 일정 기간 후 제품이 점진적으로 기능을 상실하거나 갑작스럽게 작동을 멈추거나, 혹은 시대에 뒤떨어진 것으로 인식되게끔 하는 정책 또는 설계를 의미한다. 이 전략의 주요 목적은 반복 구매 간격을 줄임으로써('교체 주기 단축(shortening the replacement cycle)'이라고 함) 장기적인 판매량을 증가시키는 데 있다. 즉, 제품의 수명을 인위적으로 단축시켜 소비자가 기능적으로는 문제가 없는 대체 제품을 구매하도록 유도하는 것이다.
계획적 구식화는 생산자가 최소한 과점 시장을 형성하고 있을 때 가장 효과적인 경향이 있다. 해당 전략을 도입하기 전, 생산자는 소비자가 일정 수준의 브랜드 충성도를 가지고 향후 자신들의 제품을 다시 구매할 가능성이 있다는 점을 인지하고 있어야 한다. 이 경우, 제품의 수명에 대한 정보를 알고 있는 생산자와, 그렇지 못한 소비자 간에는 정보의 비대칭이 발생한다. 게다가 시장 경쟁이 치열해지면 제품 수명은 증가하는 경향이 있다. 예를 들어, 1960년대와 1970년대에 수명이 더 긴 일본 자동차가 미국 시장에 진출하자, 미국 자동차 제조업체들은 보다 내구성이 좋은 제품을 개발해야 했다.

## 역사

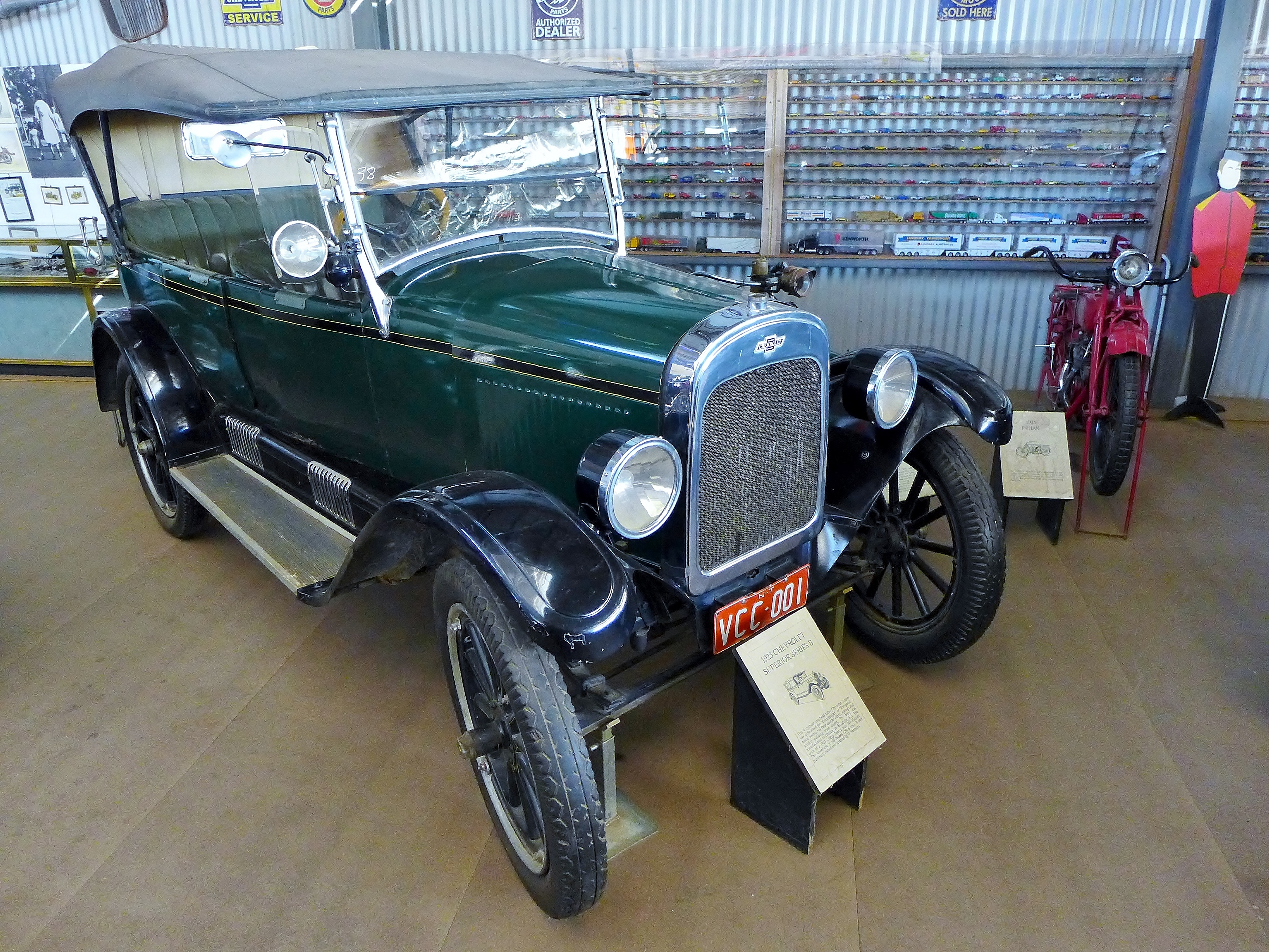
1923년형 셰보레(Chevrolet)는 자동차 산업에서 연간 페이스리프트(외관 변경)의 가장 초기 사례 중 하나로 언급되는데, 이는 본질적으로 9년 된 기술을 바탕으로 하면서도 외형만 새롭게 디자인되었기 때문이다.

1924년, 미국 자동차 산업은 포화 상태에 도달 이르렀다. 이에 따라 판매량을 유지를 위해 제네럴 모터스의 임원 알프레드 피처드 슬론 주니어는 매년 모델 연식 변경을 통해 소비자들이 새 차종을 매년 구매하도록 도하는 전략을 제안했다. 이 전략은 할리 얼과 아트 앤 컬러 섹션(Art and Color Section)이 주도하는 디자인 갱신을 중심으로 이루어졌다. 그의 개념은 자전거 산업에서 차용되었지만, 종종 그 기원이 슬론에게서 비롯되었다고 잘못 알려져 왔다. 슬론은 종종 '동적 구식화(Dynamic Obsolescence)'라는 용어를 사용했지만, 비평가들은 그의 전략에 계획적 구식화(Planned Obsolescence)라는 이름을 붙였다.
이 전략은 자동차 산업, 제품 디자인 분야, 그리고 미국 경제 전체에 광범위한 영향을 미쳤다. 소규모 업체들은 매년 진행되는 디자인 변경의 속도와 비용을 감당할 수 없었다. 헨리 포드는 끊임없는 연도별 모델 변경을 선호하지 않았다. 그는 엔지니어가 추구하는 단순성, 규모의 경제, 디자인의 완전성에 집착했기 때문이다. GM은 결국 1931년에 포드의 판매량을 앞지르며 업계를 선도하는 기업이 되었다. 또한 잦은 디자인 변경으로 인해 대부분의 유럽 자동차 제조업체에서 사용하는 가볍지만 개조가 어려운 유니바디 대신 프레임 차체 구조를 사용해야 했다.
계획적 구식화라는 용어의 기원은 적어도 1932년 버나드 런던의 소책자 "Ending the Depression Through Planned Obsolescence"에서 비롯되었다. 런던의 계획의 핵심은 정부가 개인용품에 법적 구식화를 부과하여 구매를 촉진하고 지속시키는 것이었다. 그러나 이 용어가 처음 대중화된 것은 1954년 미국 산업 디자이너 브룩스 스티븐스였다. 스티븐스는 1954년 미니애폴리스에서 열린 광고 컨퍼런스에서 강연을 할 예정이었다. 그는 별다른 생각 없이 이 용어를 강연 제목으로 사용했다. 그 시점부터 "계획적 구식화"는 스티븐스의 유행어가 되었다. 그의 정의에 따르면, 계획적 구식화는 "소비자에게 필요 이상으로 조금 더 새롭고, 조금 더 좋고, 조금 더 빨리 무언가를 소유하고 싶은 욕구를 심어주는 것"이었다.
해당 용어는 다른 사람들에 의해 빠르게 채택되었지만, 스티븐스의 정의는 이의를 제기받았다. 1950년대 후반, 계획적 구식화는 쉽게 고장나거나 빠르게 유행에서 벗어나도록 설계된 제품을 지칭하는 용어로 널리 사용되었다. 실제로 이 개념은 널리 알려지면서 1959년 폭스바겐은 광고 캠페인에서 이를 풍자했다. 폭스바겐은 자동차 제조업체들 사이에서 계획된 노후화가 널리 사용되고 있음을 인정하면서도, 스스로를 대안으로 제시했다. '우리는 계획적 구식화를 믿지 않습니다. 우리는 변화를 위해 차를 바꾸지 않습니다.'라는 광고 문구는 도일 데인 번바크의 캠페인 중 하나다. 그는 또한 '1962년형 폭스바겐을 보여줄 필요는 없다. 여전히 똑같아 보이기 때문이다.'라는 슬로건을 거의 비어 있는 페이지에 실어 강조하였다.
1960년, 문화 평론가는 밴스 패커드는 '우리를 낭비하고, 빚더미에 시달리고, 영원히 불만에 찬 사람들로 만들려는 기업의 조직적 시도'를 폭로하는 책 『The Waste Makers』을 출간했다. 패커드는 계획된 노후화를 두 가지 하위 범주, 즉 바람직함의 구식화(obsolescence of desirability)와 기능의 구식화(obsolescence of function)로 구분했다.

'바람직함의 구식화', 또는 '심리적 구식화(psychological obsolescence)'은 마케터가 소비자의 마음속에서 제품을 낡은 것으로 인식하게 만드는 시도를 의미한다. 패커드는 산업 디자이너 조지 넬슨의 다음과 같은 말을 인용했다.
디자인은 ... 변화를 통해 기여하려는 시도다. 아무런 기여도 하지 않거나 할 수 없을 때, 변화의 환상을 만들어낼 수 있는 유일한 방법은 '스타일링'이다!

## 변형
계획적 구식화에는 여러 가지 형태가 있으며, 심각도가 높은 순서대로 나열하면 다음과 같다.

### 인위적인 내구성 설계
인위적인 내구성은 제품이 시장에 출시되기 전에 빠르게 열화되도록 설계하여 제품 수명을 단축시키는 전략이다. 모든 개인용 제품 설계에는 개발의 모든 단계에 걸쳐 평균 기대 수명이 포함된다. 따라서 복잡한 제품의 경우, 각 구성 요소를 해당 사양에 맞게 제작할 수 있도록 제품의 수명을 설계 초기에 결정해야 한다. 자연적인 열화로 인해 대부분의 제품은 어떤 조치를 취하더라도 결국 고장이 발생한다. 수명 제한은 인위적으로 수명을 짧게 설정한 경우에만 계획적 구식화의 징후로 간주된다.
인위적인 내구성 전략은 일반적으로 법으로 금지되지 않으며, 제조업체는 제품의 내구성 수준을 자유롭게 설정할 수 있다. 종종 계획적 구식화로 간주되지만, 그 자체로 반소비자적 설계 전략으로 별도 분류되기도 한다.
제품의 내구성을 제한하는 방법으로는 중요한 부분에 품질이 낮은 재료를 사용하거나, 과도한 마모를 유발하는 비효율적인 부품 배치를 사용하는 것 등이 있다. 나사에 연성 금속을 사용하고, 응력을 지탱하는 부품에 금속 대신 값싼 플라스틱을 사용하면 정상적인 사용중에도 제품이 빠르게 고장나며, 약간의 무리한 사용으로도 파손이 될 가능성이 높아진다. 예를 들어, 장난감에 사용되는 작고 깨지기 쉬운 플라스틱 기어는 장난감을 거칠게 다루면 매우 쉽게 손상될 수 있으며, 이로 인해 장난감의 주요 기능이 쉽게 손상되어 교체품을 구매해야 할 수도 있다. 이처럼 스마트폰과 기타 휴대용 전자기기의 수명이 짧은 이유는 지속적인 사용, 배터리의 취약성, 그리고 쉽게 손상될 수 있는 특성 때문이다.

#### 화면
휴대폰에 사용되는 삼성 AMOLED 디스플레이는 시간이 지남에 따라 성능이 저하되는 불량 리본 케이블을 사용하여 화면이 완전히 하얗게 변하는 문제가 있다. 또 다른 문제는 TFT 레이어의 손상으로 인해 디스플레이에 녹색 또는 보라색 선이 나타나는 것이다. 두 가지 문제 모두 소프트웨어 업데이트로 인해 발생할 수 있다. 기기를 사용할 수 없게 되어 사용자는 디스플레이를 수리 또는 교체하거나 필요보다 일찍 새 기기로 업그레이드를 해야 한다. 이러한 문제는 삼성 갤럭시 S20 시리즈 휴대폰 덕분에 대중에게 잘 알려져 있다.

#### 배터리
정상적인 사용 과정에서 배터리는 에너지 저장, 전력 출력, 안정적인 단자 전압 유지 기능을 상실하여 컴퓨팅 속도를 저하시키고 궁극적으로 휴대용 전자 제품의 시스템 중단으로 이어진다.
휴대폰, 노트북, 전동 칫솔과 같이 포스트 PC 시대에 크게 의존하는 일부 휴대용 제품은 배터리가 수명이 다한 후 최종 사용자가 배터리를 교체할 수 없도록 설계되어 있다. 따라서 노후된 배터리가 기기 내부에 갇히게 된 제품의 수명은 가장 짧은 부품(배터리 등)의 수명으로 제한된다.
이러한 설계 방식은 기기를 더 얇게 만드는 데 도움이 되지만, 기기 전체를 수리하거나 완전히 새로운 기기를 구매하지 않고는 배터리를 교체하기 어렵게 만든다. 후면 커버가 밀봉된 기기의 경우, 배터리를 수동으로 교체하면 방수 기능 상실을 포함한 영구적 손상이 발생할 수 있으며, 민감한 부품 근처에서 배터리를 떼어내야 하므로 메인보드에 심각하고 복구 불가능한 손상이 발생할 위험이 있다. 일부 기기는 배터리 단자가 메인 보드로 덮여 있어 단자를 분리하기 전에 메인 보드를 완전히 제거해야 하는 위험한 상황이 발생할 수도 있다.
이러한 휴대폰 설계 관행은 애플의 아이폰에서 시작되어 2022년 현재 페어폰과 시프트폰 제품을 제외한 대부분의 다른 휴대폰으로 확산되었다. 이전 휴대폰(방수 휴대폰 포함)은 사용자가 배터리를 교체하기 위해 후면 커버를 열 수 있었다. 2022년 12월 9일, EU 의회는 2026년부터 제조업체가 EU에서 판매되는 모든 전자 제품(주로 습한 환경에서 사용되지 않는 제품)을 소비자가 직접 쉽게 제거하고 교체할 수 있도록 설계할 것을 요구하는 법안에 합의했다.

### 수리 방지 설계
일회용 카메라와 같이 본래 내구성이 있는 제품을 일회용으로 설계한 사례는 해당 개념의 궁극적인 예시다. 고객은 한 번 사용한 후 새 제품을 구매해야 한다. 이러한 제품은 수리가 불가능하도록 설계되는 경우가 많다. 또한 제조업체는 교체 부품을 구할 수 없거나 너무 비싸게 만들어 제품 수리가 경제적으로 불가능하게 만들 수 있다. 예를 들어, 캐논과 일부 HP 잉크젯 프린터는 교체 가능한 프린트 헤드를 사용하지만, 교체 비용이 너무 높아 사용자가 기기 전체를 폐기하게 되는 사례가 있다.

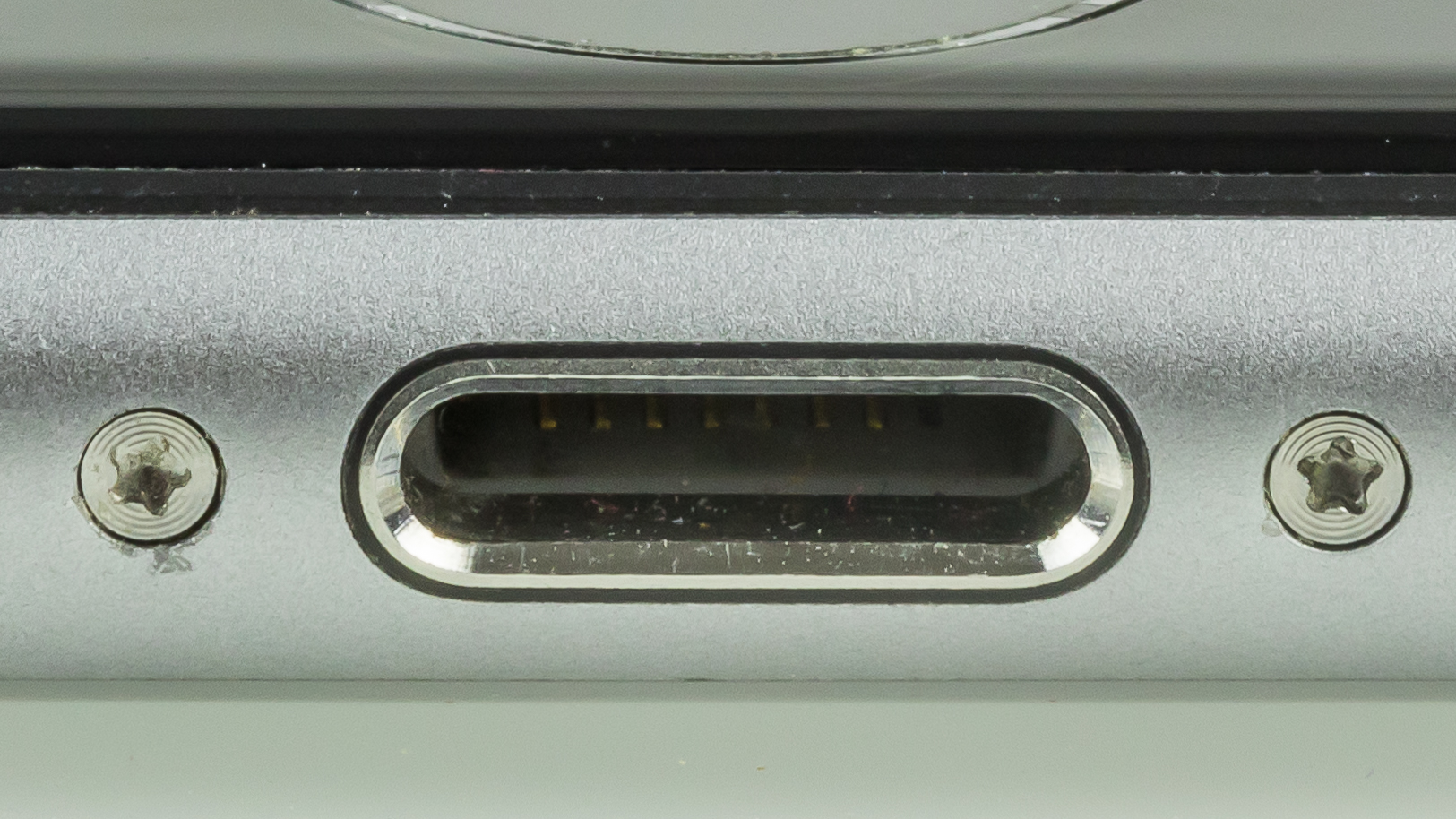
iPhone 6S에 사용된 5각 나사. 비평가들은 Apple이 신형 기기에 5각 나사를 사용한 것은 사용자가 기기를 직접 수리하는 것을 막으려는 시도라고 주장했다.

다른 제품에도 수리를 어렵게 하는 설계 특징이 존재할 수 있다. 예를 들어, 일반적인 개인용 도구로는 쉽게 제거할 수 없는 Apple의 '변조 방지' 5각 나사와 과도한 접착제 사용, 교체용 홈 버튼과 같은 타사 부품이 감지되면 작동을 차단하는 기능 등이 있다.
전면 로딩 세탁기는 마모되기 쉬운 중요 기계 부품인 드럼 베어링을 일체형으로 고정하여 영구적으로 내장하거나, 외부 드럼이 밀폐되어 있는 경우가 많아 드럼 전체를 교체하지 않고는 베어링을 교체할 수 없다. 이렇듯 수리 비용이 제품의 잔존 가치를 초과하여 폐기해야 하는 경우가 발생할 수 있다.

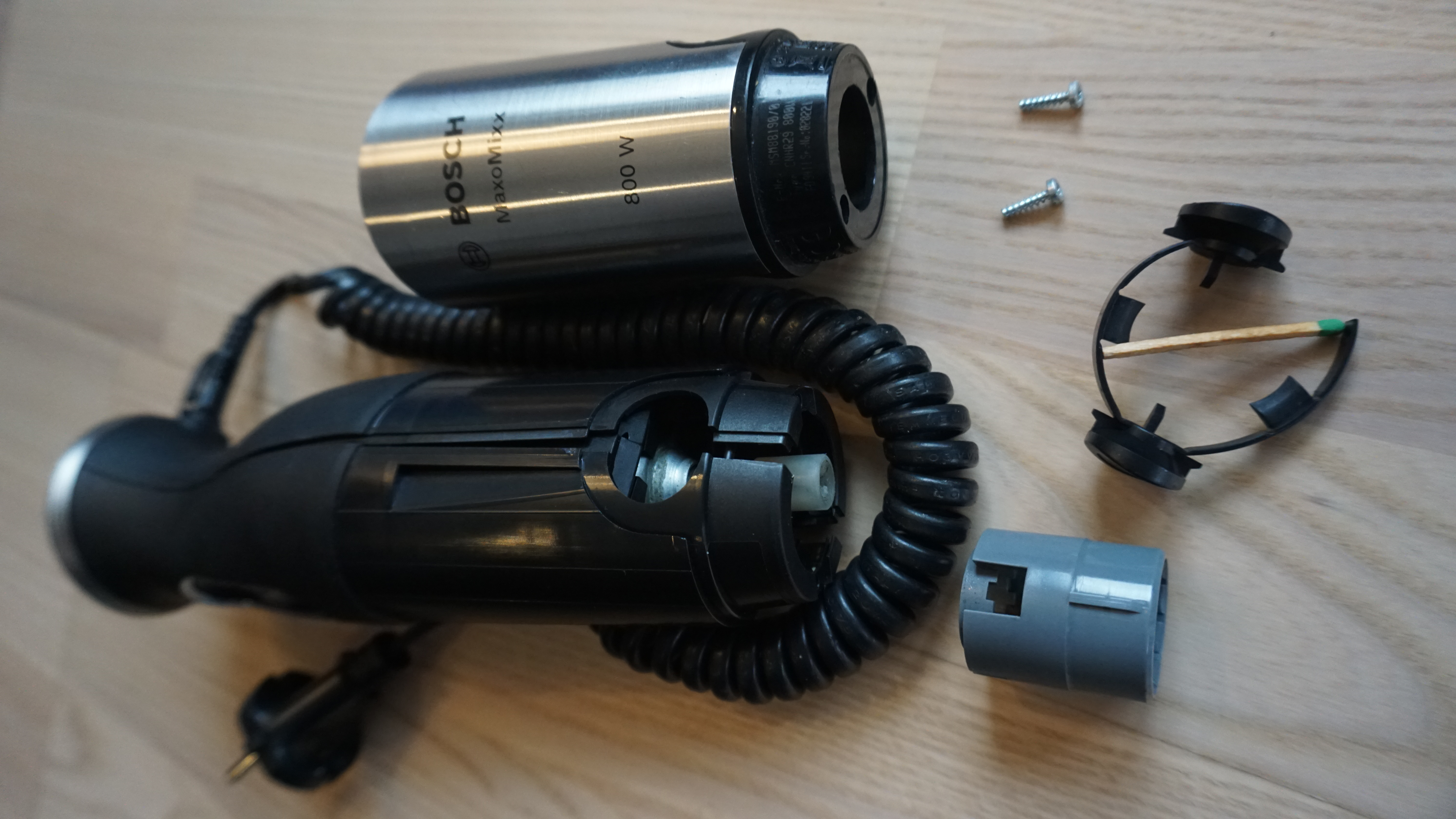
보쉬 핸드 블렌더의 계획된 구식화: 일정 횟수의 변형 후 파손되도록 설계된 플라스틱 걸(성냥개비 모양으로 표시됨)로 인해 블렌더 사용이 어려워진다. 사진에 표시된 모든 부품(모터, 스위치, 속도 제어 마이크로프로세서, 전원 코드 등)은 보쉬 서비스 센터에서 새 완제품과 비슷한 가격에 '단일 예비 부품'으로 판매된다.

보쉬(Bosch)는 공식 웹사이트에 최대 10년까지 예비 부품 수명을 명시하고 있음에도 불구하고, 인기 있는 MaxoMixx 믹서기에 쉽게 파손되는 플라스틱 걸쇠를 장착하고 있다. 교체용 걸쇠를 사용자에게 판매하는 대신, 여러 부품으로 구성된 전체 구동 장치를 하나의 예비 부품으로서 교체하는 방식을 제안하는데, 이는 새 제품을 구매하는 것과 거의 동일한 수준의 비용이 든다.
온라인 수리 커뮤니티 iFixit의 공동 설립자인 카일 윈스(Kyle Wiens)에 따르면, 이러한 설계의 목표는 수리 비용을 교체 비용과 비슷하게 만들거나, 제품 수리를 아예 하지 못하도록 하는 것이다. 2012년 도시바는 저작권이 있는 자사 수리 매뉴얼을 게시한 웹사이트 소유주에게 사용 중지 서한을 발송하여 독립 수리 시장과 가정 수리 시장에 악영향을 미쳤다는 비판을 받았다.
또한 일부 매장은 자사에서 판매하는 제품과 호환되지 않는 부품을 판매함으로써 소비자 혼란을 유도할 수 있다. 예를 들어, 홈디포나 로우스 매장에서 판매하는 천장형 선풍기 풀 체인은 매장에서 판매하는 제품을 포함한 대부분의 천장형 선풍기에 완벽하게 호환되지 않는다. 또한 홈디포와 로우스에서 판매하는 풀체인은 3단 모터와 단일 커패시터를 사용하는 천장형 선풍기용으로, 오늘날 판매되는 제품에서는 거의 사용되지 않는다. 이 경우, 트리플 커패시터를 사용하는 천장형 선풍기는 중간 온도에서 제대로 작동하지 않고, 듀얼 커패시터를 사용하는 천장형 선풍기는 전혀 회전하지 않았다.

### 체계적 구식화
계획된 체계적 구식화는 투자 회수 또는 기존 제품의 지속적인 사용을 어렵게 만드는 시스템의 개발로 인해 제품이 노후화되는 경우 발생한다. 일반적인 예로는 나사나 패스너의 설계를 변경하여 기존 공구로 쉽게 조작할 수 없게 하는 등 유지 보수를 어렵게 만드는 경우를 들 수 있다. 이는 의도적인 구식화, 투자 회수나 표준의 업그레이드 또는 대체의 과정일 수 있다. 예를 들어, 직렬 포트, 병렬 포트, PS/2 포트 등이 2000년대 이후 최신 PC 메인보드에서 USB로 대체되었다. 이는 인공 와우 기술에서도 발견된다.

### 프로그램적 구식화
경우에 따라 고지와 함께 기능하는 제품의 작동을 방해하기 위해 의도적, 인위적으로 비활성화하여 소비자가 교체 제품을 구매해야 하는 경우도 있다. 예를 들어, 잉크젯 프린터 제조업체는 잉크 카트리지에 스마트 칩을 사용하여 특정 임계값(페이지 수, 시간 등)이 지나면 카트리지가 사용되지 않도록 한다. 카트리지에 사용 가능한 잉크가 남아 있거나 리필이 가능한 경우에도 마찬가지다(잉크 토너의 경우 토너 카트리지의 최대 50%가 여전히 가득 찬 경우가 많다). 이는 기능 저하에 기여하는 임의의 요소가 없다는 점에서 '프로그램된 구식화'에 해당한다.
HP는 Jackie Blennis vs HP 집단 소송에서 특정 잉크젯 프린터와 카트리지가 공개되지 않은 유효기간에 작동이 중단되도록 설계했으며, 해당 시점부터 고객은 만료된 카트리지에 남아있는 잉크를 사용할 수 없다는 주장에 직면했다. HP는 이러한 이러한 주장을 부인했지만, 특정 메세지 사용 중단, 웹사이트 및 제품 포장에 표시된 내용을 변경하는 데 동의했다. 또한 해당 고객에게 향우 HP 제품 구매 시 최대 500만 달러의 보상 크레딧을 제공하기로 했다.
삼성은 레이저 프린터 모델에 대하여 감광 드럼(imaging drum) 교체 메시지가 표시되면 작동을 중지하도록 설계하였다. 그러나 사용자들은 이러한 제한을 우회할 수 있는 방법을 통해, 교체 메시지 이후에도 프린터 수명을 두 배 이상 연장할 수 있는 사례가 보고되었다.
2021년, 캐논은 자사의 복합기 모델 Canon Pixma MG6320에서 잉크 카트리지가 소진된 경우 스캔 기능까지 동시에 비활성화하도록 설정하였다. 이에 대해 소비자 David Learcraft와 법률회사 Levi & Korsinsky는 해당 조치가 부당하다고 판단하여 집단소송을 제기하였다.

#### 소프트웨어 성능 저하 및 차단을 통한 구식화
프로그램된 구식화의 또 다른 예로는 이전 버전의 소프트웨어(예: 어도비 플래시 플레이어 또는 YouTube의 Android 애플리케이션)를 의도적으로 사용할 수 없게 만드는 것이 있다. 기술적으로는 정상 작동할 수 있지만 경제적 이유로 사용이 차단되기도 한다.
금융 및 결제 앱과 같이 이전 버전의 소프트웨어에 패치되지 않은 보안 취약점이 위협이 될 수 있는 경우, 의도적인 차단은 소프트웨어 공급업체가 이전 버전에서의 악성코드 확산을 방지하기 위해 사용자에게 소프트웨어를 업데이트하도록 강제하는 위험 기반 대응일 수 있다. 소프트웨어의 원 공급업체가 더 이상 사업을 운영하지 않는 경우, 웹 브라우저에서 플러그인을 비활성화하는 것처럼 다른 소프트웨어 개발자가 해당 소프트웨어를 비활성화할 수 있다. 그렇지 않은 경우, 소프트웨어를 소유한 공급업체는 사용자의 개인정보 보호를 위한 개인 정보 처리 형식과 같은 주요 정책이나 규정을 준수하지 않은 앱을 비활성화할 수 있다. 그러나 이러한 조치가 '보안상의 이유'로 사용자에게 불필요한 공포심을 조장하고 업그레이드를 강제하는 수단이 되기도 한다. 일부 구형 기기는 적절한 하드웨어가 장착되어 있더라도 커스텀 펌웨어와 같은 수정 없이는 최신 업데이트 지원을 받지 못할 수 있으므로, 이는 사용자에게 심각한 불편과 과도한 스트레스를 초래할 수 있다.
소프트웨어 회사는 때때로 사용자에게 구식 기술을 대체할 신제품 구매를 강요하기 위해 의도적으로 기존 기술에 대한 지원을 중단하기도 한다. 대부분의 사유 소프트웨어는 궁극적으로 공급업체가 업데이트와 지원을 중단하는 시점에 도달하는데, 이는 대개 코드 유지 관리, 테스트 및 지원 비용이 이전 버전에서 발생하는 수익을 초과할 때 발생한다. 반면 자유 소프트웨어와 오픈 소스 소프트웨어는 일반적으로 더 낮은 비용으로 업데이트 및 유지 관리할 수 있기 때문에 서비스 종료일이 훨씬 늦춰질 수 있으며, 이는 제 3자 아웃소싱 및 포킹을 통해 지속될 수 있다. 제조업체의 지원이 중단된 소프트웨어를 때때로 어밴던웨어라고 부르기도 한다.

### 법적 구식화
법적 구식화는 법률을 통해 제품 사용성을 저해하는 것뿐만 아니라, 업그레이드 혜택을 제공하여 신제품 구매를 촉진하는 것을 의미한다.
미국의 자동차 보조금 환급 제도(일명 'Cash for Clunkers')는 2007-2009년 대공황과 그에 따른 미국 자동차 산업 위기 당시 경제 성장을 촉진하기 위해 시민들이 기존 차량을 교체할 때 연비가 더 좋은 새 차량으로 업그레이드하도록 정부 보조금을 제공한 사례로 유명하다. 최근 미국은 2009년 미국 경기 부양 및 재투자법(ARRA)의 연장선상에서 제조업체가 20만대 이상의 차량을 생산할 때까지 플러그인 하이브리드 및 전기차 구매를 장려하기 위해 7,500달러의 연방 세액 공제를 제공하기도 했다.
런던, 베를린, 파리, 앤트워프, 브뤼셀 등 여러 도시에서는 노후 디젤 차량을 금지하는 저배출 구역(LEZ)을 도입했다. 많은 유럽 도시들은 도심에서 모든 배출가스 차량을 금지하고 대신 도보, 사륜차, 또는 전기자전거에 의존하기 시작했다.

## 법률과 규제

### 유럽
2015년 프랑스 의회는 제품 고장을 계획하는 제조업체에 최대 30만 유로의 벌금과 최대 2년의 징역형을 부과할 수 있는 법률을 제정했다. 이 규정은 제재 조치라는 측면뿐 아니라 의회가 계획적 구식화의 존재를 인정한 최초의 사례라는 점에서도 의미가 있다. 계획적 구식화에는 "의도적인 결함, 약점 설계, 예정된 정지, 기술적 한계, 비호환성 또는 기타 수리 장애"가 포함될 수 있다.
같은 해, 유럽 연합 전역에서 계획적 구식화에 반대하는 대규모 운동의 일환으로 프랑스는 가전제품 제조업체와 공급업체가 제품의 예상 수명을 공개하고 소비자에게 해당 제품의 예비 부품 생산 기간을 알리도록 하는 법안을 통과시켰다. 2016년부터 가전제품 제조업체는 최초 구매일로부터 2년 이내에 결함이 있는 제품을 무상으로 수리 또는 교체해야 한다. 이는 사실상  법정 2년 보증제를 의미한다.
유럽 연합 또한 이러한 관행을 개선하고 있다. EU 자문 기구인 유럽 경제사회 위원회(EESC)는 2013년 "계획적 구식화 전면 금지"를 검토 중이라고 발표했다. EESC는 구매 후 2~3년 이내에 작동이 중단되도록 설계된 제품을 교체하는 것은 에너지와 자원의 낭비이며 환경 오염을 유발한다고 지적했다. EESC는 2014년 마드리드에서 '내장형 구식화 및 협력적 소비 분야의 모범 사례'를 주제로 원탁회의를 개최하여 EU 법률상 지속 가능한 소비가 고객의 권리로 인정되어야 한다고 주장했다. EESC 산업 변화 자문 위원회 위원장인 카를로스 트리아스 핀토(Carlos Trias Pinto)는 '소비자가 저렴한 제품을 구매할지, 더 비싸고 내구성이 뛰어난 제품을 구매할지 선택할 수 있도록 기기의 내구성을 나타내는 라벨링 시스템 도입'을 지지했다. 2023년 EU는 계획적 구식화 금지 지침을 지지하기로 투표했다. 2024년 EU 이사회는 정보, 불필요한 소프트웨어 업그레이드, 그리고 원 제조업체로부터 교체 부품을 구매해야 하는 부당한 의무와 관련하여 소매업체의 책임을 명확히 했다.
영국은 2021년 중반에 에너지 관련 제품 에코디자인 및 에너지 정보 규정 2021을 채택했다.

### 북미
2023년 6월, 퀘벡 주 법무부 장관은 소비자 보호법 개정안을 제안하며, 계획적 구식화로부터 소비자를 보호하고 제품의 내구성, 수리 가능성 및 유지 관리를 증진하기 위한 법안 29호를 발의했다. 퀘벡 주는 2023년 10월에 해당 법안을 채택하여 정상적인 작동 수명을 단축시키는 어떠한 기법을 통해서도 계획적 구식화가 발생한 제품의 생산 또는 판매를 금지했다.
미국에서는 캘리포니아, 미네소타, 뉴욕, 콜로라도 등 여러 주에서 제정한 수리할 권리 법률을 통해 계획적 구식화 문제를 해결하고 있다. 이 문제는 주로 전자 제품 및 소프트웨어 분야의 지적 재산권 문제로 여겨진다.

## 비판과 지지
교체 주기 단축에는 비판과 지지가 있습니다. 필립 코틀러는 '소위 계획적 구식화라고 불리는 많은 현상은 자유 사회의 경쟁적이고 기술적인 힘, 즉 끊임없이 개선되는 상품과 서비스를 만들어내는 힘의 작용'이라고 주장한다.
밴스 패커드와 같은 비판가들은 이러한 과정이 낭비적이며 고객을 착취한다고 주장합니다. 심리적 노후화는 고객에게 큰 가치를 제공하지 않는 변화, 특히 외관상의 변화를 만드는 데 자원을 소모하게 만든다. 마일스 파크는 개인용 전자제품과 같이 빠르게 변화하는 분야에서 노후화 문제에 맞서기 위해 설계자와 구매자 간의 새롭고 협력적인 접근 방식을 옹호한다. 로니 발켄과 같은 일부 사람들은 계획적 노후화 기법으로 인한 제품 품질 저하를 해결하기 위해 새로운 라벨을 만들 것을 제안했다.
환경법연구소는 계획적 구식화가 '새 제품을 자주 사라(buy new and buy often)'는 사고방식을 영속시키고, 제품에 '자멸' 버튼을 내장하여 소비자가 제품을 더 오래 사용할 수 있는 자율성을 제한함으로써 낭비 문화를 조장한다'고 지적한다. Bisschop 외 연구진(2022)은 이러한 관행이 '소비자의 이익과 환경적 지속가능성을 희생시키면서 사익을 도모하기 위해 제품의 사용 수명을 제한한다'고 지적하며, 기업의 환경 범죄로 간주되어야 한다고 주장했다.
계획적 노후화에 대처하는 한 가지 방법은 '요람에서 요람으로(cradle to cradle)' 순환을 활용하는 것이다. 이는 기존 재료의 사용과 제품 재활용을 강조하고 장려한다. 또한 재료와 생산을 '경제적 순환 고리' 안에서 유지한다. 마이클 브라운가르트(Michael Braungart)와 윌리엄 맥도너(William McDonough)는 저서 『Cradle to Cradle: Remaking the Way We Make Things』에서 계획적 구식화, 즉 '요람에서 무덤으로' 제조 모델의 증가는 '산업 혁명으로 거슬러 올라가며, 사용하는 재료의 최대 90%를 폐기물로 만들고, 그중 상당수가 유독성 물질로 구성된다'고 지적한다. 브라운가르트와 맥도너는 이러한 '요람에서 무덤으로' 순환 구조 때문에 아무리 비싼 가전제품이라도 수리 전문가를 찾아가 수리하는 것보다 새 제품을 사는 것이 더 저렴할 때가 많다고 말한다. 그들은 계획적 구식화를 '내장형 구식화'라고 설명한다. 일정 기간 동안만 지속되는 이 현상은 고객이 기존 제품을 처분하고 새 모델을 구매하도록 유도하고 장려하기 때문이다.

## 같이 보기
- 하위 호환성
- 어밴던웨어
- 알프레드 슬론 - 이 사람이 현대적인 계획적 구식화를 본격적으로 고안, 실천한 사람으로 알려져 있다.